# 趙謙 (後燕)
趙謙，太原郡人，五胡十六国時代後燕政治人物。
趙謙在前秦冠軍将軍慕容垂的儿子慕容农麾下担任参軍。384年正月，慕容垂计划復興燕国，命慕容農討伐前秦驍騎将軍石越。趙謙進言慕容農：「石越軍的武器防具虽然精巧，但兵卒士气低落、容易击破，应该速战。」。慕容農采纳他的進言，于是在傍晚出战，攻打石越軍，大败秦兵，斩杀石越，将首级送给慕容垂。